# ジヤトコ
ジヤトコ株式会社（ジャトコ、英: JATCO Ltd）は、日産自動車グループの自動車部品メーカー。富士市最大のプラント規模を有する。主な製品は自動車用の自動変速機と無段変速機で、納入先は日産自動車のみならず国内外多数の自動車メーカーに及ぶ。
当初は日産自動車の一工場であったが、AT関連の特許問題回避のため、1970年（昭和45年）にフォード、東洋工業（現・マツダ）との合弁会社となったが、1981年（昭和56年）にフォード資本、1999年（平成11年）にマツダ資本がそれぞれ撤退した。以降、2002年（平成14年）に三菱自動車工業から分社したダイヤモンドマチックを傘下に収め、2007年（平成19年）にスズキが資本参加したことで、株式の保有比率は、日産75 %、三菱自15 %、スズキ10 %となった。
製品は日産、三菱、スズキのほか、ゼネラルモーターズ（GM）、ルノー/ルノーサムスン等にも供給される。

## 沿革
- 1943年（昭和18年） - 日産自動車の航空機部吉原工場として設置。
- 1967年（昭和42年） - 日産自動車吉原工場にてAT生産開始。
- 1970年（昭和45年） - 日産自動車・東洋工業（現・マツダ）・フォードの合弁により日本自動変速機株式会社設立、出資比率は、フォード50%、日産自動車25%、東洋工業25%。
- 1981年（昭和56年） - 1979年に東洋工業とフォードが資本提携したことに伴い、フォード資本が撤退し、日産自動車65%、東洋工業35%の出資比率となる。日産自動車が、吉原工場の分工場として、庵原郡蒲原町（現・静岡市清水区）に、蒲原工場を開設。
- 1989年（平成元年） - 日本自動変速機株式会社からジャトコ株式会社に社名変更。世界初、「電子制御5速オートマティックトランスミッション」を開発。
- 1994年（平成6年） - 日産自動車が吉原工場を富士工場に改称。
- 1997年（平成9年） - 世界初、2リッタークラス金属ベルト式CVT。
- 1999年（平成11年） - マツダが所有する全株式を日産自動車に譲渡。
  - 6月28日 - 日産自動車のAT・CVT部門が分社し、トランステクノロジー株式会社設立[4]。
  - 10月1日  - トランステクノロジー株式会社とジャトコ株式会社が合併し、ジヤトコ・トランステクノロジー株式会社としてスタート[5]。世界で初めて「トロイダルCVT」を量産化。
- 2001年（平成13年） - 10月4日 - 日産自動車、ジヤトコ・トランステクノロジー、三菱自動車工業の三社、AT・CVT事業統合で基本合意[6]。
- 2002年（平成14年）4月1日 - ジヤトコ株式会社へ社名変更。三菱自動車工業のAT・CVT部門が事業分割により独立し、ダイヤモンドマチック株式会社発足。7月1日に株式交換により完全子会社化[7]。世界最大トルクの容量のベルトCVT。
- 2003年（平成15年）
  - 1月1日 - 出資比率50:50で富士重工業（現・SUBARU）との合弁会社「富士AT株式会社」を設立。
  - 4月1日 - ダイヤモンドマチック株式会社と合併[8]。
- 2004年（平成16年）- 世界で初めて累計生産500万台となったCVT開発
- 2006年（平成18年）9月29日 - 富士ATを解散、スバル車用CVTは富士重の内製とし、スズキなど他社向けCVTは富士重が生産し、ジヤトコが販売する形態をとる[9]。
- 2009年（平成21年） - 世界最大の変速比幅をもつ、「副変速機付ベルトCVT」を開発。
- 2010年（平成22年） - 世界初、乗用車用トルコン・レスの1モーター2クラッチ式HEVシステム用トランスミッション開発。
- 2012年 （平成24年）- ロシアのアフトヴァースのギアボックスのサプライヤーとなり[10]、2019年よりトリヤッチで生産を開始する計画を発表した[11]。
- 2022年（令和4年）- 同年に起きたロシアによるウクライナ侵攻の煽りを受け、アフトヴァースのギアボックスのサプライヤーを解消。

## 社名の変遷
ジヤトコ株式会社はジャトコ、トランステクノロジー、ダイヤモンドマチックの3社がルーツとなっている。
1970年（昭和45年）に前身の1つである日本自動変速機株式会社として設立されたときからブランド名として「JATCO」を使用していた。英文社名である「Japan Automatic Transmission Co.,Ltd」の頭文字が由来となっている。当初から業界内ではジャトコと呼ばれており、1989年（平成元年）の創立20周年を機に会社名をジャトコ株式会社に変更。この時の「ャ」は小文字である。
1999年（平成11年）の新会社発足の際に「ヤ」を大文字にしたジヤトコの名を採用。トランステクノロジー株式会社との合併でジヤトコ・トランステクノロジーとなったが、2002年（平成14年）、ジヤトコグループの中枢企業ということを明確にさせるためにジヤトコ株式会社と社名変更。同時にグループ会社も全て「ジヤトコ」で始まる社名とし、ブランドイメージの統一をはかる。

## 車椅子使用者への労働差別問題
同社社員でアテネパラリンピック銅メダリストの寒川進は、同社の京都市内の工場で勤務してきたが、2005年から2007年にかけて昇進に向けての教育や検定を同社に希望したところ、「会場が車椅子に非対応で、これ以上の昇格は無理」などと回答された。「身体障害を理由に昇格を見送ったのは差別的取扱を禁じた労働基準法などに違反する」と主張し、2010年8月10日に同社を相手取り京都地裁に訴訟を起こした。